# Tricholochmaea sablensis
Tricholochmaea sablensis är en skalbaggsart som först beskrevs av Brown 1969.  Tricholochmaea sablensis ingår i släktet Tricholochmaea och familjen bladbaggar. Inga underarter finns listade i Catalogue of Life.